# 俄罗斯陆军第42近卫摩托化步兵师
第42独立近卫摩托化叶夫帕托里亚紅旗步兵师（俄语：42-я гвардейская мотострелковая Евпаторийская Краснознамённая дивизия）是俄罗斯陆军的一個機械化步兵师，隸屬於南部军区的第58合成集团军。該部隊本部位在车臣共和国坎卡拉。

## 歷史
1940年7月，在沃洛格达組建第111步兵師，並於1942年3月成為第24近衛步兵師。第二次世界大战後，被部署到北高加索。1957年6月，在格罗兹尼更名為第42近衛摩托化步兵師 。1960年10月，該師再更名為第42近衛訓練摩托化步兵師，隸屬於第12軍團。之後曾經參加了第二次車臣戰爭及俄格戰爭等戰事。
2022年，該部隊參與2022年俄羅斯入侵烏克蘭。2023年烏克蘭反攻期間，第42師在扎波罗热州固守防線。

## 編制
- 師本部
- 第70近衛摩托化步兵團
- 第71近衛摩托化步兵團
- 第78特種摩托化團
- 第291近衛摩托化步兵團
- 第1430近卫摩托化步兵团（动员部队）
- 第50近衛自行火砲團
- 第245獨立防空導彈營
- 第417獨立偵察營
- 第150獨立反坦克砲兵營
- 第378獨立通信營
- 第539獨立工兵營
- 第474獨立後勤營
- 第106獨立衛生營
- 獨立無人機連
- 獨立電子戰連
- 獨立NBC防護連